# 비리디
《비리디》(Viridi)는 아이스워터 게임스에서 개발한 시뮬레이션 게임이다. 2015년  8월 20일 출시되었다.  프리미엄식 수익구조, 즉 게임 자체는 무료이되 인게임 아이템을 유료 판매하는 부분유료 게임이다.

## 게임플레이
게이머는 화분을 키우게 된다. 화분에는 다양한 다육식물이 심어지며, 달팽이 한 마리가 화분 가장자리를 시계방향으로 뱅글뱅글 맴돈다. 마우스 드래그(PC) 또는 손가락으로 밀어서(모바일) 카메라 앵글을 바꿀 수 있다. 게임의 시간은 게임을 꺼놓아도 실시간으로 흘러가며, 어느 정도 시간이 지나면 다육식물들이 "목마름(thirsty)" 상태가 된다. 그러면 게이머는 분무기 버튼을 눌러 물을 주어 목마른 식물을 "만족함(sated)" 상태로 만들어 줘야 한다. 계속 물을 주지 않으면 "말라붙음(parched)" 상태가 되고, 말라붙은 식물을 계속 방치하면 "죽음(dead)" 상태가 된다. 한편, 반대로 만족한 식물에게 물을 계속 주면 "과수분(overwatered)" 상태가 되고, 과수분 상태에서 물을 계속 주면 "침수(waterlogged)" 상태가 되며 침수 상태에서 물을 주면 역시 죽는다. 특정 식물을 확대하면 그 식물에게 "노래를 불러"주는 것으로 취급되며, 노래를 듣는 식물은 성장속도가 빨라진다. 달팽이에게도 노래를 불러주거나 물을 줄 수 있다. 달팽이의 기본 상태는 "우와 귀여워(wow cute)"이고, 물을 주면 "젖음(wet)" 상태가 된다. 시간이 지나면서 잡초들이 자라나며, 게이머는 잡초를 클릭해서 제초해 주어야 한다.
다육식물 종자와, 추가적인 화분 슬롯을 과금으로 구매할 수 있다. 화분의 식물을 모두 버리면 새 식물을 무료로 받아 재시작하게 되고, 매주 1회 종자 하나를 무작위적으로 무료 증정한다.

### 작중 등장 식물
| 이름           | 이름                     | 새 화분 무료 획득 가능 여부 | 종자 과금 가격 (단위: 달러) |
| -------------- | ------------------------ | --------------------------- | --------------------------- |
| 빙령           | Cheiridopsis denticulata | 아니오                      | 0.09                        |
| 석연화         | Echeveria glauca         | 예                          | 0.09                        |
| 라랍           | Echeveria 'Lola'         | 예                          | 0.09                        |
| 경설           | Echeveria runyonii       | 아니오                      | 0.09                        |
| 오십령옥       | Fenestraria aurantiaca   | 아니오                      | 0.09                        |
| 얼룩말십이지권 | Haworthia attenuata      | 아니오                      | 0.09                        |
| 원종루비       | Lithops optica 'Rubra'   | 아니오                      | 0.09                        |
| 피트카우이     | Pachyphytum fittkaui     | 예                          | 0.09                        |
| 군작           | Pachyphytum hookeri      | 예                          | 0.09                        |
| 장생초         | Sempervivum              | 예                          | 0.09                        |
| 을녀심         | Sedum pachyphyllum       | 예                          | 0.09                        |
| 흑법사         | Aeonium                  | 예                          | 0.19                        |
| 백천무         | Kalanchoe rotundifolia   | 예                          | 0.19                        |
| 당인           | Kalanchoe thrysiflora    | 아니오                      | 0.19                        |
| 도전희         | Pachyphytum glutinicaule | 예                          | 0.19                        |
| 성미인         | Pachyphytum oviferum     | 아니오                      | 0.19                        |
| 만보           | Senecio serpens          | 아니오                      | 0.19                        |
| 푸른빛용설란   | Agave 'Blue Glow'        | 예                          | 0.29                        |
| 검은가시용설란 | Agave macroacantha       | 아니오                      | 0.29                        |
| 파란요정알로에 | Aloe 'Blue Elf'          | 예                          | 0.29                        |
| 알로에베라     | Aloe vera                | 예                          | 0.29                        |
| 옥주염         | Sedum morganianum        | 아니오                      | 0.39                        |
| 녹영           | Senecio rowleyanus       | 아니오                      | 0.39                        |

## 평가
2017년 9월 1일 기준 스팀 평가는 4,185명 중 89%가 긍정 평가하여 "매우 긍정적" 상태다. 《비리디》는 2016년 스팀 어워드 “부담 없는 관계” 부문 후보로 지명되었다.